# Крайнев, Игнат Никитович
Игнат Никитович (Игнатий Никитич) Крайнев (2 (14) июня 1893, Тульская губерния — 9 сентября 1937, Киев) — советский партийный и хозяйственный деятель.
Родился в селе Занино Тульского уезда Тульской губернии в крестьянской семье. Образование начальное.
Работал на предприятиях Тулы слесарем и токарем. Член РСДРП(б) с 1911 года. За революционную деятельность подвергался арестам, был выслан в Якутскую область.
Послужной список:
- 1917 — комиссар Тульского патронного завода.
- 1917 — председатель заводского комитета, секретарь ячейки РСДРП(б) завода П. В. Барановского; г. Петроград.
- 1918—1919 — член Президиума Петроградского губернского Совета народного хозяйства (СНХ).
- 1919—1920 — начальник Особого отдела в органах ВЧК.
- март 1921 — участник подавления контрреволюционного Кронштадтского мятежа.
- 1921—1922 — заведующий Организационным отделом Петроградского губернского комитета РКП(б).
- 13.01.1922 — постановлением Оргбюро ЦК РКП(б) направлен на партийную работу в Саратовскую губернию.
- апрель 1922 — ответственный секретарь 1-го городского райкома РКП(б) г. Саратова.
- 08.1922-04.1923 — ответственный секретарь Пензенского губкома РКП(б).
- 1923—1924 — заведующий Организационным отделом Московского губкома РКП(б).
- 1924—1925 — слушатель Коммунистической академии при ЦИК СССР; Москва.
- 09.1925-10.1926 — ответственный секретарь Ташкентского обкома КП(б) Узбекистана.
- 1927 — ответственный инструктор Северо-Кавказского крайкома ВКП(б); Ростов-на-Дону.
- 08.1927-03.01.1928 — ответственный секретарь Терского окружного комитета ВКП(б) Северо-Кавказского края.
- 1928—1929 — управляющий 1-й Государственной табачной фабрикой имени М. С. Урицкого, Ленинград.
- 1929—1931 — директор Ленинградского машиностроительного завода имени К. Маркса.
- 06.1931-1932 — директор Ленинградской Северной судоверфи.
- 1932 — директор военно-промышленного завода взрывчатых веществ № 15 Вохимтреста НКТП СССР; г. Чапаевск Средневолжского края.
- 1932—1933 — заместитель директора Макеевского металлического завода, Донецкая область Украинской ССР.
- 1933—1934 — директор Кадиевского металлургического завода; г. Макеевка Донецкой области.
- 1934—1936 — директор Алчевского металлургического завода имени К. Е. Ворошилова ГУМП НКТП СССР; Украинская ССР.
- 1936-07.1937 — управляющий трестом «Востоксталь» НКТП СССР; Свердловск.

Участие в работе съездов:
- 27.03.-02.04.1922 — делегат 11 съезда РКП(б) с совещательным голосом от Саратовской организации РКП(б).
- 23-31.05.1924 — делегат 13 съезда РКП(б) с решающим голосом, от Московской организации РКП(б).
- 02-19.12.1927 — делегат 15 съезда ВКП(б) с решающим голосом, от Терской организации ВКП(б).

Член ВЦИК Х созыва.
В 1921 году награждён орденом Боевого Красного Знамени за участие в подавлении Кронштадтского восстания. Указом от 17.05.1931 «О награждении заводов и отдельных их работников в связи с выполнением заводами пятилетки в 2½ года» награждён орденом Ленина.
13 июля 1937 года решением бюро Свердловского обкома ВКП (б) выведен из кандидатов в члены бюро и исключён из партии.
22.07.1937 года арестован и этапирован в Киев, 08.09.1937 — приговорён к расстрелу ВК ВС СССР, 09.09.1937 приговор приведён в исполнение.
Жена — Лидия Ивановна, 1905 г. р. осуждена 08.12.1937 г. на 8 лет лишения свободы с конфискацией имущества как член семьи изменника Родины и сослана в Акмолинск, КазССР. Реабилитирована в 1956 г.